# Hopkinsville
Hopkinsville é uma cidade localizada no estado americano de Kentucky, no Condado de Christian.

## Demografia
Segundo o censo americano de 2000, a sua população era de 30.089 habitantes.
Em 2006, foi estimada uma população de 27.415, um decréscimo de 2674 (-8.9%).

## Geografia
De acordo com o United States Census Bureau tem uma área de
62,2 km², dos quais 62,2 km² cobertos por terra e 0,0 km² cobertos por água. Hopkinsville localiza-se a aproximadamente 172 m acima do nível do mar.

## Localidades na vizinhança
O diagrama seguinte representa as localidades num raio de 28 km ao redor de Hopkinsville.